# Carrer Garcia Fossas (Igualada)
El Carrer Garcia Fossas és un carrer del municipi d'Igualada (Anoia) que té alguns edificis que formen part de l'Inventari del Patrimoni Arquitectònic de Catalunya.

## Número 1
La Casa Bartomeu Biosca en el número 1 del carrer Garcia Fossas està protegida com a bé cultural d'interès local. És un edifici de quatre plantes que resol el problema que representava la cantonada aguda amb uns balcons que van disminuint de longitud en els diferents plantes i formant una tribuna oberta a l'angle de la cantonada. Aquesta tribuna està rematada per una cúpula de base quadrada i decorada amb teules d'escames. Cal remarcar la decoració ornamental de la façana amb elements d'inspiració vegetal fets amb motllures de guix.

## Número 3

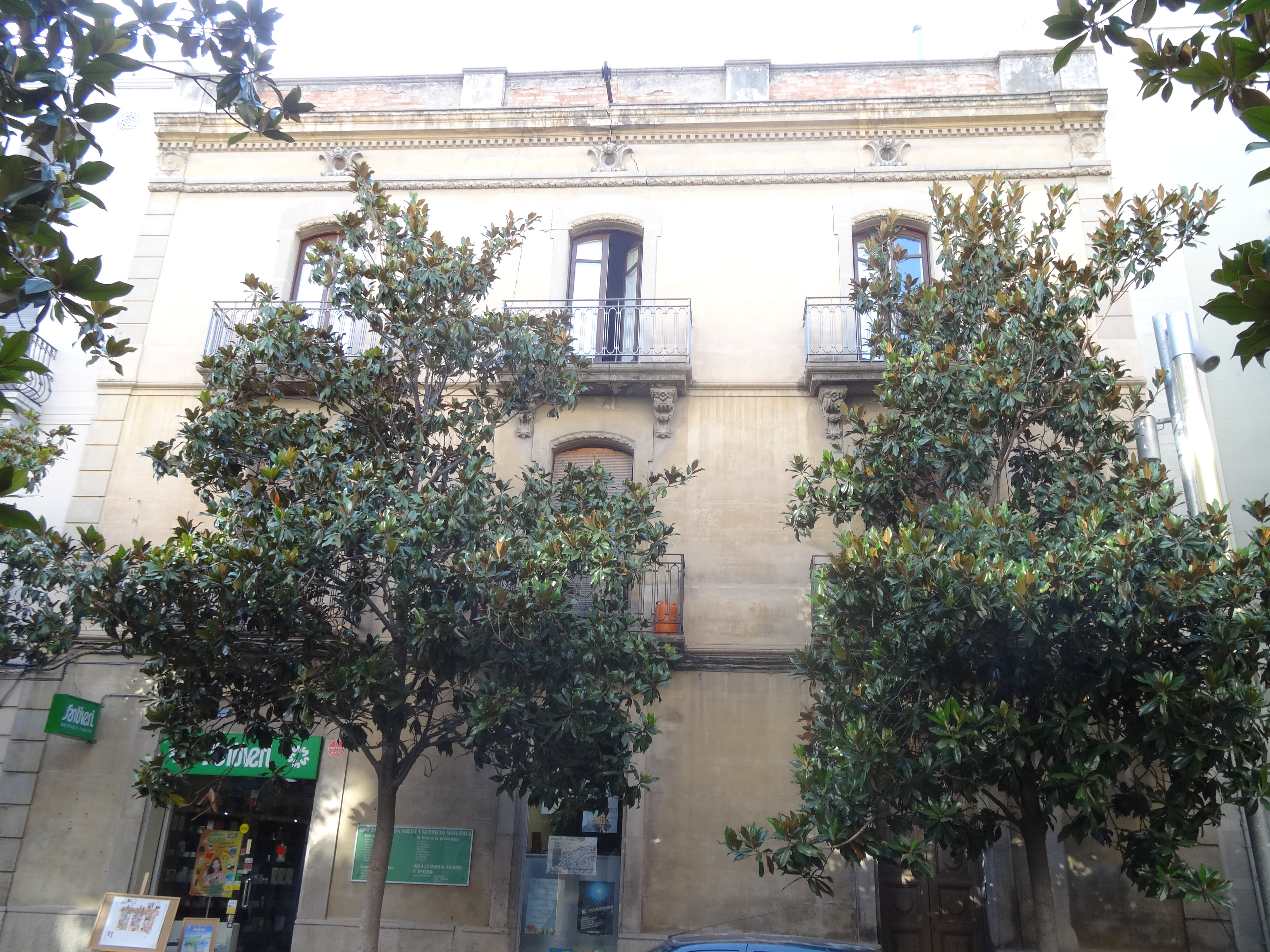
Edifici del número 3 del carrer Garcia Fossas

L'edifici del número 3 del carrer Garcia Fossas forma part de l'Inventari del Patrimoni Arquitectònic de Catalunya. Edifici d'estatges de tres pisos d'alçada de gran sobrietat decorativa. La construcció guarda una simetria evident en tot el conjunt que li dona una línia ascendent vertical força marcada pels elements estructurals com són les tres portes d'entrada de la planta inferior, les tres finestres del segon pis i les tres finestres del tercer. Com es pot veure, cap element sobresurt més que un altre, guardant sempre les mateixes distàncies i proporcions. Destaca la sanefa de baix relleu de pedra amb temes de decoració vegetal i floral, que ocupa la part superior de l'edifici i també els intradós dels arcs de les finestres. També són força remarcables els "ulls de bou" a l'acabament de l'edifici. Per les seves característiques formals i estilístiques l'edifici el podem col·locar dins el 1700, època en què a la nostra ciutat es comencen a construir els nous edificis de dues o tres plantes d'alçada per a ser habitats per dues o més famílies.